# Surfonds
Surfonds é uma comuna francesa na região administrativa do País do Loire, no departamento de Sarthe. Estende-se por uma área de 4.85 km². Em 2010 a comuna tinha 345 habitantes (densidade: 71,1 hab./km²).